# المغرزات (الرياض)
حي المغرزات هو أحد أحياء الرياض التابعة لبلدية العليا، ويحده من الشمال طريق الإمام سعود بن عبد العزيز بن محمد ومن الشرق الطريق الدائري الشرقي ومن الجنوب طريق الملك عبد الله ومن الغرب طريق عثمان بن عفان.
يجاوره من الشمال حي الازدهار ومن الشمال الشرقي حي غرناطة ومن الشرق حي الحمراء ومن الجنوب الشرقي حي القدس ومن الجنوب حي الملك عبد الله الشمالي ومن الجنوب الغربي حي الواحة ومن الغرب حي النزهة ومن الشمال الغربي حي التعاون
ويتخلله شوارع رئيسية هي:
- شارع أبي سفيان بن حرب
- شارع الأمير مقرن بن عبد العزيز
- شارع الدوادمي

## المنشئات

### الحكومية
- وزارة المالية
- وزارة الموارد البشرية والتنمية الاجتماعية
- وزارة الشؤون الاجتماعية
- هيئة الزكاة والضريبة والجمارك - الإدارة العامة

### المجمعات التجارية والترفيهية
- مجمع النخيل التجاري

### المساجد
- مسجد الأمير سلطان بن عبد العزيز آل سعود
- مسجد الشيخ فهد بن سليمان العقيلي
- مسجد الشيخ عبد الرحمن بن حمد الفوزان
- جامع طراد
- مسجد صلاح الدين الأيوبي
- مسجد الشيخ حمد المشعل
- مسجد سارة الخلف